# Holubník (Jizerské hory)
Holubník (německy Taubenhaus) je hora ležící v Libereckém kraji ve středu Hejnického hřebene v pohoří Jizerské hory. Holubník je zpřístupněn červeně značenou turistickou stezkou spojující Ptačí kupy (1013 m) a sedlo Holubníku (999 m). Po severním úbočí vrcholu je vedena Štolpišská silnice, po jižním úbočí zase Nová cesta.

## Vrchol
Na vrcholu je asi 10 metrů vysoká skála (obtížněji přístupná), ze které je kruhový rozhled. K vrcholové skále je ale značený turistický chodník (odbočka k vrcholu). Vrcholové partie jsou značně poznamenány imisemi, které zde způsobily devastaci původního smíšeného lesa. Dosud se zde uchovaly zničené porosty smrku a jeřábu. Na hřebeni jsou patrny jednotlivé stupňovité terasy, kolem vrcholu zase rozličné tvary zvětrávání žuly.

## Sedlo Holubníku
V sedle s Černou horou 1,5 km východně od vrcholu je rozcestí Sedlo Holubníku s turistickým přístřeškem. Asi 200 m severně od sedla, vlevo od zeleně značené stezky, je známý pomníček Bílá smrt, připomínající pošetilou sáňkařskou výpravu tří pánů z roku 1909.

## Fotogalerie

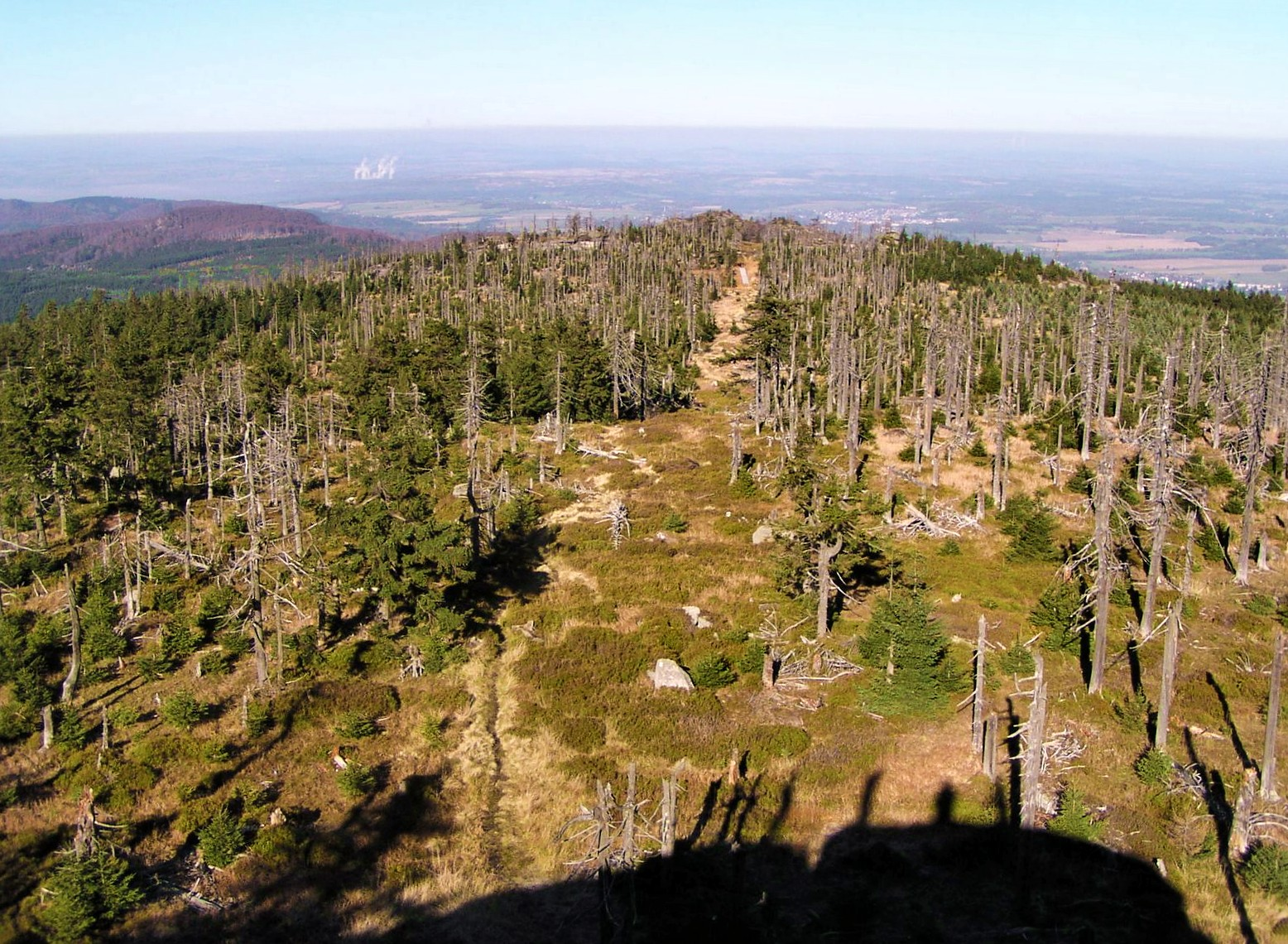
Ptačí kupy (1013 m) z vrcholového skaliska Holubníku
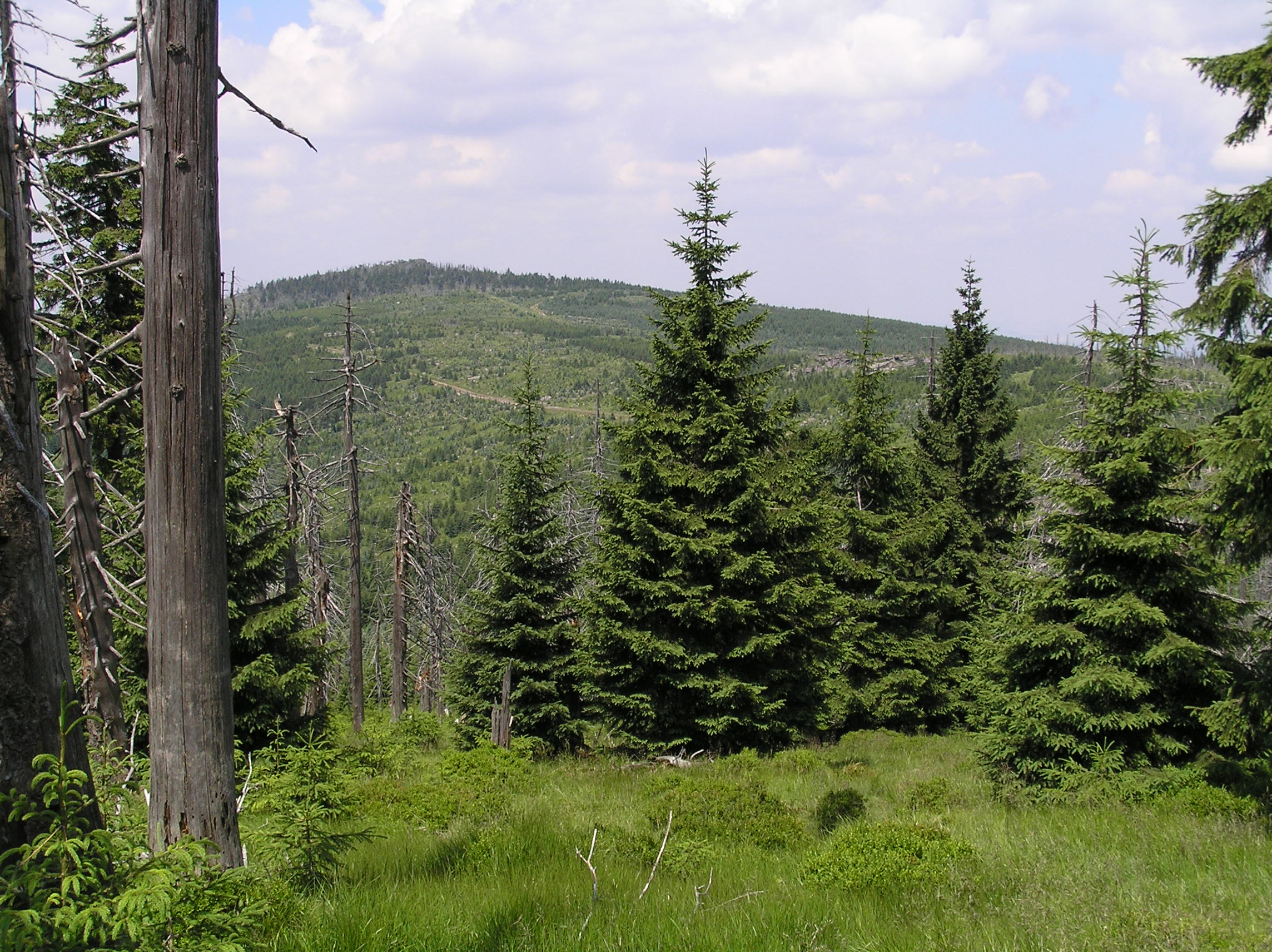
výhled ze svahu Černé hory na Holubník
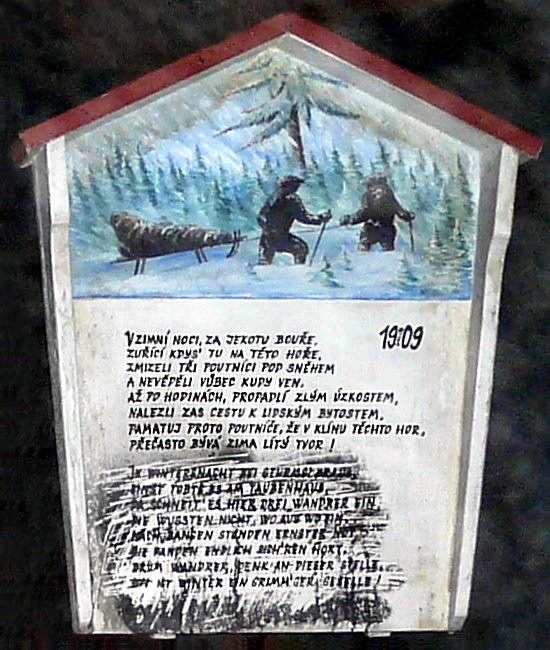
proslulý pomníček Bílá smrt v Sedle Holubníku